# Union des enfants de Corée du Nord

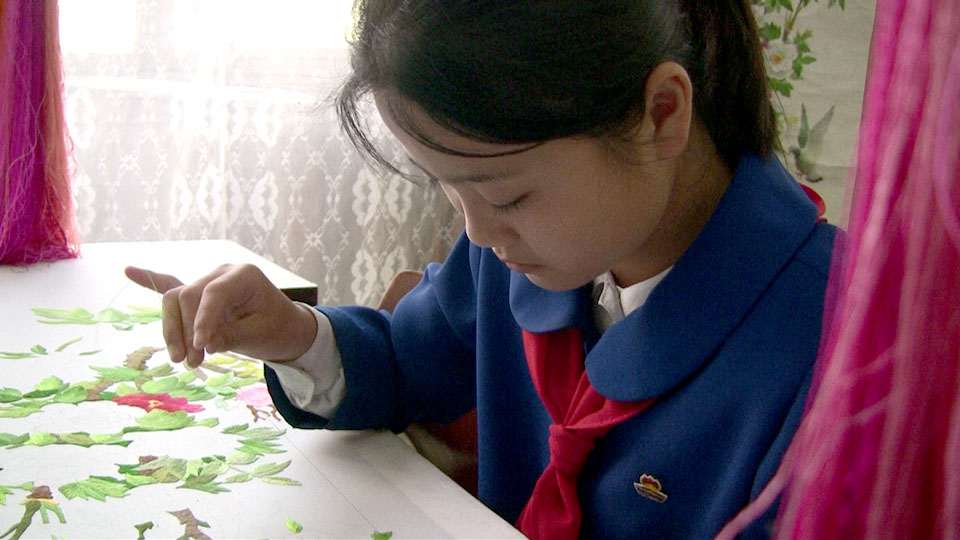
Une membre de l'Union des enfants coréens au palais des enfants de Mangyongdae.

L'Union coréenne des enfants (KCU) est le précurseur de la Ligue de la jeunesse patriotique socialiste de Corée du Nord, contribuant au mouvement de la jeunesse nord-coréenne et au mouvement mouvement des pionniers.
Cette union s'adresse aux enfants de 6 à 15 ans et est une organisation politique du Parti des travailleurs de Corée. Une de ces branches, en uniforme, est connue sous le nom de Young Pioneer Corps (« Corps des jeunes pionniers »), et admet des enfants et des adolescents âgés de 9 à 15 ans. L'organisation gère des cours dans certaines écoles élémentaires et secondaires du pays. Elle enseigne aux enfants le Juche et d'autres idéologies derrière le système nord-coréen. Les jeunes de plus de 15 ans peuvent adhérer à la Ligue de la jeunesse patriotique socialiste.
Les membres potentiels sont accueillis officiellement au cours d'un jour férié important tel que le Jour du Soleil ou le Jour de la Fondation de la République. Cet événement est considéré comme  important dans la vie d'un enfant. Ces jours-là, les enfants de maternelle sont officiellement admis et des foulards rouges ainsi que des épinglettes sont distribués. Les élèves de troisième année des écoles primaires sont également accueillis lors de ces cérémonies d'investiture.